# Russula nobilis
Russula nobilis Velen., De Schimmelgeslachten Monilia, Oidium, Oospora en Torula, Scheveningen 1: 138 (1920).
La Russula nobilis, conosciuta anche con il binomio di Russula mairei Singer, è un fungo non edule appartenente alla famiglia delle Russulaceae.

## Descrizione della specie
Cappello
3-7 cm di diametro, prima convesso, poi appianato, con leggera depressione centrale.
Margineliscio.
Cuticoladi colore rosso scarlatto che si scolorisce poi in macchie gialle in alcuni posti a giallo ocra.
Lamelle
Adnate, discretamente sottili e fitte, poco spesse, di colore bianco.
Gambo
2–5 x 1–1,5 cm, tozzo, di colore bianco che a volte si vela di zone giallastre alla base.
Carne
- Odore:  poco marcato, di noce di cocco, poi diventa più soave ricordando il profumo di miele.
- Sapore: piccante.

Spore
6,5-7,5 x 5,5-6,5 µm, ellittiche, con verruche alte di norma 0,5-0,9 µm.

## Reazioni macrochimiche
- Solfato ferroso: nullo poi lentamente rosa.
- Fenolo: lentamente verso il marrone.
- Guaiaco: subito verde.

## Habitat
Fungo simbionte, cresce nei boschi di aghifoglie e latifoglie.

## Commestibilità
Non edule, probabilmente tossico.

## Etimologia
Dal latino nobilis = nobile.

## Sinonimi e binomi obsoleti
- Russula emetica sensu A.A. Pearson p.p., auct. p.p.; fide Checklist of Basidiomycota of Great Britain and Ireland (2005)
- Russula fageticola Melzer ex S. Lundell, in Lundell & Nannfeldt, Fungi Exsiccati Suecici 47-48(Sched.): 37 (1956)
- Russula fageticola (Romagn.) Bon, Docums Mycol. 17(no. 65): 55 (1986)
- Russula fagetorum Bon, Docums Mycol. 17(no. 67): 12 (1987)
- Russula mairei Singer, Bull. trimest. Soc. mycol. Fr. 45: 103 (1929)
- Russula mairei var. fageticola Romagn., Bull. mens. Soc. linn. Lyon 31: 174 (1962)